# Fenicisme

Territori aproximat de "Fenícia" (nord de Canaan, Sir-Fenícia) a l'edat del bronze final, abans de la colonització fenícia a la Mediterrània

El fenicisme és un corrent nacionalista libanès basat en la reivindicació d'un presumpte origen fenici de la població del Líban. És, per tant, una ideologia oposada al nacionalisme àrab, i la sostenen sobretot sectors cristians, entre els quals destaquen les Falanges Libaneses. La qüestió del fenicisme és objecte de debat al Líban.
Els defensors d'aquest nacionalisme antiàrab no solen, tanmateix, anomenar-se a si mateixos fenicistes, ja que el terme ha adquirit un caràcter pejoratiu a causa del prolífic ús despectiu que els enemics d'aquesta idea n'han fet.
Molts crítics del fenicisme argumenten que si existís un grup humà que pogués considerar-se descendent directe dels antics fenicis serien les persones oriündes de la costa (i no únicament la libanesa, sinó des del Líban fins a Gaza), i no els habitants de la muntanya. Paradoxalment, la majoria dels fenicistes són cristians maronites, originaris de les muntanyes libaneses, mentre que la costa ha estat habitada tradicionalment per musulmans i cristians ortodoxos.